# 成瀬正一 (戦国武将)
成瀬 正一（なるせ まさかず）は、戦国時代から江戸時代前期にかけての武将。徳川氏家臣。成瀬正頼の次男。
若い頃は武田氏や後北条氏に遊仕し、のちに徳川氏に帰参し徳川家康の旗本となる。兄の正義の死後、三河成瀬氏の家督を相続し、長篠の戦いなどで活躍。本能寺の変以後は甲州奉行として甲斐国の取り込みを円滑にした。鉢形城代官職を経て、旗奉行として関ヶ原の戦いに参陣。最後は伏見城留守居役に任ぜられた。

## 生涯

### 武田家時代
永禄3年（1560年）頃、徳川氏を出奔して武田氏に仕える。第四次川中島の戦いでは、打ち取られてしまった諸角虎定の首級を石黒五郎兵衛と共に取り返し、武田信玄より黒駒の地を与えられる。

### 徳川家帰参後

#### 三河時代
諸説あるが、北条氏康からの誘いを断り（北条氏に一時期仕えたという説もある）、徳川氏に復帰。その後は兄である藤蔵正義と共に、徳川家康に従い、姉川の戦い、三方ヶ原の戦いに従軍。三方ヶ原の戦いでは兄の正義が討ち死にした後、徒歩にて家康に従い浜松城までの道案内をした。戦後、兄に代わって成瀬氏本家の家督を相続している。長篠の戦いでも、日下部定好と共に大久保忠世の与力として、武田方の旗指物の識別や鉄砲隊の指揮を行う。かつて武田家に仕えていた経歴を重宝され情報官としての役割を担いつつ、特殊技能の鉄砲隊の指揮も行った。このときの様子は成瀬氏家本の長篠合戦図屏風に描かれている。また、この頃からはじまった、日下部定好との連携は生涯続く。
高天神城の戦いでは、天正8年（1580年）に日下部定好と共に小笠山・中村・能ヶ坂・火ヶ峰・獅子ヶ鼻・三井山の六砦間の連携を行い包囲網を強化し、天正9年（1581年）に高天神城を落城させる。
天正10年（1582年）には駿河侵攻時に行き詰った田中城攻略のため急遽呼び出され、山本帯刀（後に越後長岡藩家老）と共に依田信蕃に降伏勧告を行い、大久保忠世への城引渡しに応じさせた。
同年に武田氏が滅すると、織田信長による苛烈な旧武田家臣の粛清が始まり、恵林寺の焼き討ちなどが起こる。世にいう「武田狩り」の嵐が吹き荒れる中、成瀬正一は知己であった武田旧臣を遠江国の桐山に匿った。

#### 甲州時代
天正10年（1582年）に徳川家康が甲斐国を支配すると、日下部定好とともに徳川氏の関東地方移封までの間、甲斐一国の奉行を務めた。奉行になると米倉忠継、折井次昌をはじめとする武川衆や大久保長安といったかねてより匿っていた武田旧臣の安堵状を家康から取り付け、その取り込みを行った。(天正壬午起請文参照)
天正13年（1585年）に突如として石川数正が出奔し秀吉に仕えてしまったため、徳川家は三河以来の軍法をそのまま使うことができなくなる。家康は正一に命じて、正一の与力となっていた武川衆による、武田式軍法へ大々的な変更を実施した。この期間に、『旗下大番六備の作法の書』、『分国の仕置』、『法度の式目九十九箇条』、『軍伍』を徳川四奉行の市川家光と共に見つけ出している。
また、大久保長安は徐々に頭角を現し、甲州時代の初期には成瀬・日下部の両職の体制であったが、後期には成瀬、日下部、大久保の三奉行の体制になっていたという。因みに、井伊直政の赤備えには正一と共に諸角虎定の首を取り返した石黒将監が加わっている。天正13年（1585年）に新設された根来組の組頭に長男・正成が任じられている。また、根来鉄砲組師範・山口重政は、三男・正武の最初の舅である。

#### 関東討入後
家康の関東討入時には道案内を務め、その後は武蔵鉢形城の代官に任ぜられ、与力の武川衆と共に統治を行う。天正20年（1592年）には現存する秩父神社の本殿再建を行っている。他にも秩父や八王子は良質の石灰や木材が取れるため、江戸城や城下の建設のため、建材供給を八王子の大久保長安と連携しつつ行っていた。関ヶ原の戦い時に日下部定好と共に、徳川秀忠の旗奉行として従軍し、後に武蔵・近江に2,100石を与えられた。

#### 晩年
関ヶ原の戦い以後、そのまま伏見城留守居役に任ぜられる。元和元年（1615年）には家康より亀山城を与え諸侯に列するとの内示を受けるがこれを断り伏見で生涯を閉じている。

## 逸話
- 長篠の戦いで武田方の旗差物を識別した際に一つも間違うことがなかった。
- 成瀬吉右衛門を訪ねるように立て看板を出しただけで、武田狩りの難を逃れていた武川衆をはじめとする旧武田家臣が正一を頼ってきた。
- 元和元年（1615年）に、家康より諸侯に列するようにとの内示を受けるが、盈満を以って戒めと為すの言葉を残し、これを断った。子供達が過分に取り立てられていることを理由に、自身は終生大名にはならずに金子をもらい、日下部定好をはじめとした仲間や配下と分け合った。
- 三男の正武切腹後、飫肥城に下る嫁の於仙と孫の虎之助が伏見に立ち寄り、目通りを求めたが、家康を憚りこれを許さなかった。